# Enicospilus guindoni
Enicospilus guindoni là một loài tò vò trong họ Ichneumonidae.